# Grey-Sud-Est
Pour les articles homonymes, voir Grey.
Grey-Sud-Est fut une circonscription électorale fédérale de l'Ontario, représentée de 1917 à 1935.
La circonscription de Grey-Sud-Est a été créée en 1914 à partir de Grey-Est et de Grey-Sud. Abolie en 1933, elle fut redistribuée parmi Grey-Nord et Grey—Bruce.
La circonscription de Grey-Sud-Est permit à Agnes Macphail du Parti progressiste à devenir la première femme à faire son entrée comme député à la Chambre des communes du Canada.

## Géographie
En 1914, la circonscription de Grey-Sud-Est comprenait:
- Les villes de Durham et d'Hanover
- Les villages de Markdale, Dundalk, Flesherton et Chatsworth
- Les cantons de Bentinck, Normandy, Glenelg, Egremont, Proton, Artemesia, Osprey, Holland et Sullivan

## Députés
1. 1917-1921 — Robert James Ball, CON
2. 1921-1935 — Agnes Macphail, PPC

- CON = Parti conservateur du Canada (ancien)
- PPC = Parti progressiste du Canada